# Куяновское сельское поселение
Куяновское се́льское поселе́ние — муниципальное образование в Первомайском районе Томской области Российской Федерации.
Административный центр — село Куяново.

## История
Статус и границы сельского поселения установлены Законом Томской области от 10 сентября 2004 года № 204-ОЗ О наделении статусом муниципального района, сельского поселения и установлении границ муниципальных образований на территории Первомайского района.

## Население
| 2002  | 2010  | 2012  | 2013  | 2014  | 2015  | 2016  |
| ----- | ----- | ----- | ----- | ----- | ----- | ----- |
| 1963  | ↘1545 | ↘1519 | ↘1456 | ↘1410 | ↘1362 | ↘1346 |
| 2017  | 2018  | 2019  | 2020  | 2021  |       |       |
| ↗1352 | ↘1343 | ↘1309 | ↘1295 | ↗1296 |       |       |

## Состав сельского поселения
| № | Населённый пункт | Тип населённого пункта       | Население |
| - | ---------------- | ---------------------------- | --------- |
| 1 | Берёзовка        | деревня                      | ↘359      |
| 2 | Городок          | село                         | ↗42       |
| 3 | Калмаки          | деревня                      | ↘199      |
| 4 | Кульдорск        | деревня                      | ↗2        |
| 5 | Куяново          | село, административный центр | ↗392      |
| 6 | Лиллиенгофка     | деревня                      | ↘7        |
| 7 | Малиновка        | деревня                      | ↘121      |
| 8 | Уйданово         | деревня                      | ↘174      |